# José Antonio Aguiriano
José Antonio Aguiriano Forniés (Vitoria, 9 de agosto de 1932-Vitoria, 14 de mayo de 1996) fue un político español, militante del Partido Socialista de Euskadi-PSOE.
Junto con su padre Fermín, fue miembro del reducido grupo de personas que formaron la agrupación socialista alavesa que se reconstituyó en 1953 de forma clandestina tras la guerra civil española. Militante del Partido Socialista Obrero Español (PSOE) y del sindicato socialista Unión General de Trabajadores (UGT) desde 1951, era el miembro más joven de la agrupación socialista alavesa de la época, lo que le valió ser dirigente de las Juventudes Socialistas de Euskadi entre 1953 y 1958. Durante esos años estudió la carrera de Derecho en la Universidad de Zaragoza.
En 1958, cuando se encontraba en Bruselas realizando un curso de formación en la Confederación Internacional de las Organizaciones Sindicales Libres (CIOLS), fueron detenidos en España Antonio Amat, máximo dirigente del PSOE de Álava, y otros militantes socialistas, lo que puso al descubierto su militancia y le impidió regresar a España, a riesgo de ser encarcelado. Entonces, con 26 años de edad y la carrera recién acabada, la UGT le nombró enlace en la CIOLS, donde permanecería durante la siguiente década.
Entre 1973 y 1977 se trasladó a Ginebra como director de la oficina de la CIOLS en dicha ciudad suiza y como representante permanente de la CIOLS ante la ONU. En 1974 fue nombrado además secretario de los Trabajadores en la Organización Internacional del Trabajo (OIT) y secretario del Grupo de los Trabajadores del Consejo de Administración de la OIT. Permaneció en esos cargos hasta 1978. Participó en las conferencias anuales de la O.I.T. y tuvo una labor importante en el reconocimiento internacional de las organizaciones sindicales españolas libres como UGT, CC.OO., CNT, ELA-STV, etc., así como aislando internacionalmente los sindicatos verticales franquistas.
Durante los años de la Transición regresó a su Vitoria natal, cuando se produjeron los conflictos laborales que sacudieron la ciudad, como representante de la CIOLS. Tras la muerte del dictador Francisco Franco, la dirección del PSOE le pidió que volviera a España para encabezar el partido socialista en Álava. Abandonó sus responsabilidades internacionales y, convertido en una de las principales cabezas visibles del PSOE alavés durante la Transición española, encabezó las listas de este partido por Álava en las elecciones generales españolas de 1977 y en las elecciones generales españolas de 1979. Fue diputado del Congreso en la Legislatura Constituyente de España y en la I Legislatura de España entre 1977 y marzo de 1980, cuando dimitió de su cargo como diputado, siendo sustituido por Carlos Solchaga. Durante su etapa como Diputado ostentó los siguientes cargos en el Congreso de los Diputados:
- Secretario Segundo Comisión de Asuntos Exteriores (10/05/1979 a 03/03/1982) desde el 10/05/1979 al 26/03/1980
- Vocal Comisión de Comercio y Turismo (11/05/1979 a 14/05/1981) desde el 11/05/1979 al 26/03/1980
- Vocal Comisión de Presupuestos (27/04/1979 a 03/03/1982) desde el 27/04/1979 al 26/03/1980
- Vocal Comisión de Sanidad y Seguridad Social (11/05/1979 a 09/12/1981) desde el 11/05/1979 al 26/03/1980
- Vocal Comisión de Industria y Energía (11/05/1979 a 10/03/1982) desde el 11/05/1979 al 26/03/1980
- Vocal Comisión de Transportes y Comunicaciones (11/05/1979 a 17/06/1981) desde el 11/05/1979 al 26/03/1980
- Vicepresidente Segundo Comisión de Incompatibilidades (17/04/1979 a 11 /03/1982) desde el 17/04/1979 al 26/03/1980
- Vocal Comisión Especial para los Problemas de los Disminuidos Físicos y Mentales desde el 31/05/1979 al 26/03/1980
- Vocal Comisión Especial para el Estudio de los Problemas de la Tercera Edad desde el 08/11/1979 al 26/03/1980

En esos años compaginó su labor como diputado con la Consejería de Justicia del Consejo General Vasco (1978-1980), el órgano preautonómico de la comunidad autónoma del País Vasco. Fue uno de los 13 miembros de la ponencia redactora del Estatuto de Guernica.
La dimisión en marzo de 1980 fue para presentarse en las primeras elecciones autonómicas vascas. Fue elegido parlamentario vasco y vicepresidente segundo de la Mesa del primer parlamento autónomo vasco. En enero de 1982 dimitió de sus cargos públicos y volvió a Ginebra como director del Departamento de Actividades para los Trabajadores de la Organización Internacional del Trabajo, puesto que desempeñó hasta 1991.
En abril de 1991 fue nombrado delegado del Gobierno en el País Vasco, un difícil cargo de fuerte contenido político y policial debido a la situación política vasca. La labor de Aguiriano estuvo centrada en la lucha antiterrorista contra ETA. Durante su mandato como delegado del gobierno en el País Vasco (1991-1996), la organización terrorista ETA cometió cerca de 40 asesinatos en el País Vasco. Desde ese puesto contribuyó, por otro lado, a mejorar las relaciones entre el Gobierno central y el Gobierno vasco, siempre tensas por la situación política en el País Vasco. 
Tras perder las elecciones generales el PSOE en marzo de 1996, Aguiriano se encontraba desempeñando el cargo de delegado del Gobierno en funciones a la espera de que el nuevo gobierno del PP designara un nuevo delegado, cuando falleció el 14 de mayo de 1996 en su despacho de Vitoria víctima de un ataque cardíaco. Dos años antes había sufrido ya otro ataque cardíaco. Le fue concedida a título póstumo la Gran Cruz de la Orden del Mérito Civil.
Su hermano Luis Alberto ha sido también una destacada figura del socialismo alavés, diputado (1986-2000) y senador (1977-1979 y 1982-1986).